# Fortuna Sittard (femminile)
Il Fortuna Sittard Vrouwen, o più semplicemente Fortuna Sittard, era una squadra di calcio femminile olandese, sezione dell'omonimo club con sede ad Enschede. Militava nell'Eredivisie, il massimo livello del campionato olandese femminile di calcio.

## Storia
Il 25 gennaio 2022 è stato annunciato che il Fortuna Sittard avrebbe partecipato all'Eredivisie femminile a partire dalla stagione 2022-2023, unendosi al Telstar nella crescente competizione e diventando il primo club del Limburgo dopo l'abbandono del VVV-Venlo nel 2012.
L'azionista e sviluppatore di videogiochi Azerion avrebbe supportato il club nella creazione della divisione femminile e avrebbe avuto un ruolo significativo anche nella sfera della comunicazione nei social network.
In occasione del ricevimento per il Capodanno 2022, il direttore generale Ivo Pfennings ha annunciato che il calcio femminile era stato assicurato per un periodo iniziale di tre anni e che l'organizzazione si sarebbe sviluppata a partire da lì.
Nell'aprile 2025 è stato annunciato che la stagione 2024/25 sarà l'ultima stagione della sezione femminile del Sittard. A causa di difficoltà finanziarie, ai giocatori non possono essere offerte le strutture per praticare sport di alto livello.

## Organico

### Rosa 2022-2023
Rosa, ruoli e numeri di maglia come da sito ufficiale, aggiornati al 30 luglio 2022.
| N. |                        | Ruolo | Calciatrice         |
| -- | ---------------------- | ----- | ------------------- |
|    | Belgio (bandiera)      | P     | Diede Lemey         |
|    | Paesi Bassi (bandiera) | P     | Claire Dinkla       |
|    | Paesi Bassi (bandiera) | P     | Anna Knol           |
|    | Belgio (bandiera)      | D     | Isabelle Iliano     |
|    | Paesi Bassi (bandiera) | D     | Samantha van Diemen |
|    | Paesi Bassi (bandiera) | D     | Moïsa van Koot      |
|    | Islanda (bandiera)     | C     | Hildur Antonsdóttir |
|    | Paesi Bassi (bandiera) | C     | Dana Foederer       |

| N. |                        | Ruolo | Calciatrice        |
| -- | ---------------------- | ----- | ------------------ |
|    | Belgio (bandiera)      | C     | Féli Delacauw      |
|    | Belgio (bandiera)      | C     | Jarne Teulings     |
|    | Paesi Bassi (bandiera) | C     | Amber van Heeswijk |
|    | Belgio (bandiera)      | A     | Tessa Wullaert     |
|    | Paesi Bassi (bandiera) | A     | Alieke Tuin        |
|    | Paesi Bassi (bandiera) | A     | Charlotte Hulst    |
|    | Paesi Bassi (bandiera) | A     | Hanna Huizenga     |
|    | Paesi Bassi (bandiera) | A     | Caroliena Wolters  |